# Wintrich
Wintrich là một đô thị ở huyện Bernkastel-Wittlich, trong bang Rheinland-Pfalz, Đô thị Wintrich có diện tích 17,59 km², dân số thời điểm ngày 31 tháng 12 năm 2006 là 964 người.
Đô thị này sản xuất rượu vang Wintricher Grosser Hergott.